# Il dottor Živago
Il dottor Živago (AFI: /dziˈvaɡo/ o /ʒiˈvaɡo/; in russo До́ктор Жива́го?, AFI: [ˈdoktər ʐɨˈvaɡə]) è un romanzo di Boris Pasternak.
Il libro narra la vita avventurosa di un medico e poeta, Jurij Andreevič Živago, sullo sfondo della guerra civile combattuta tra bianchi e rossi a seguito della rivoluzione d'ottobre. Živago è diviso dall'amore per due donne: è sposato con la cugina Tonia e travolto dalla passione per la crocerossina Lara Antipov. Si susseguono incontri, aspre separazioni e rincongiungimenti fino al tragico finale.
Nell'allora Unione Sovietica il romanzo, che sconfessava la facciata eroica propagandata dal regime comunista, fu rifiutato all'inizio del 1956 dalla rivista moscovita Novyj Mir per considerazioni ideologiche; l'ostilità della censura verso l'autore, reputato «non in linea», un reazionario, si protrasse e l'opera fu pubblicata nell'Unione Sovietica solo nel 1988. L'opera fu pubblicata in anteprima mondiale in Italia il 15 novembre 1957 dalla Feltrinelli, che se la assicurò battendo la concorrenza di editori americani e francesi, ed ebbe subito un successo planetario (solo in un anno uscirono 31 edizioni). Unico romanzo che Pasternak scrisse, gli valse il premio Nobel per la letteratura nel 1958, pochi anni prima della sua morte. Non poté ritirarlo per l'opposizione di Chruščёv, a cui dovette indirizzare una domanda di grazia, poiché accusato di tradimento, escluso dall'Unione degli scrittori, minacciato di espulsione dall'URSS e privato della nazionalità.
Nel 1965 dal romanzo fu tratto il film omonimo, vincitore di 5 premi Oscar. Živago è la traslitterazione scientifica del nome russo, come compare anche sulla copertina del libro. Nell'italiano scritto si usa solitamente la trascrizione fonetica approssimata "Zivago", forma con cui appare anche nel titolo di alcune locandine del film.

## Sfondo storico della composizione

### Veto della censura sovietica
Sebbene abbia parti stilate negli anni 1910 e 1920, Il dottor Živago non fu completato prima del 1955. Il romanzo fu proposto alla rivista letteraria Novyj Mir ("Новый Мир") nel 1956. Tuttavia, gli editori rifiutarono il romanzo di Pasternak per il suo implicito rifiuto del realismo socialista.

### Traduzioni
Pasternak mandò diverse copie del manoscritto in russo ad amici nell'Occidente. Nel novembre 1957 l'editore italiano Giangiacomo Feltrinelli ottenne che il romanzo fosse trafugato dall'Unione Sovietica per opera di Sergio D'Angelo. Feltrinelli ne pubblicò una traduzione italiana nel 1957. Vi era una così grande richiesta de Il dottor Živago che Feltrinelli ne cedette i diritti di traduzione in ben diciotto lingue assai prima di pubblicare il romanzo. Il Partito comunista italiano espulse Feltrinelli come sanzione per aver pubblicato un testo che il PCI percepiva critico verso il comunismo.
Éditions Gallimard pubblicò la traduzione francese nel giugno 1958, e nel settembre successivo fu la volta della versione inglese.

### Testo russo pubblicato dalla CIA

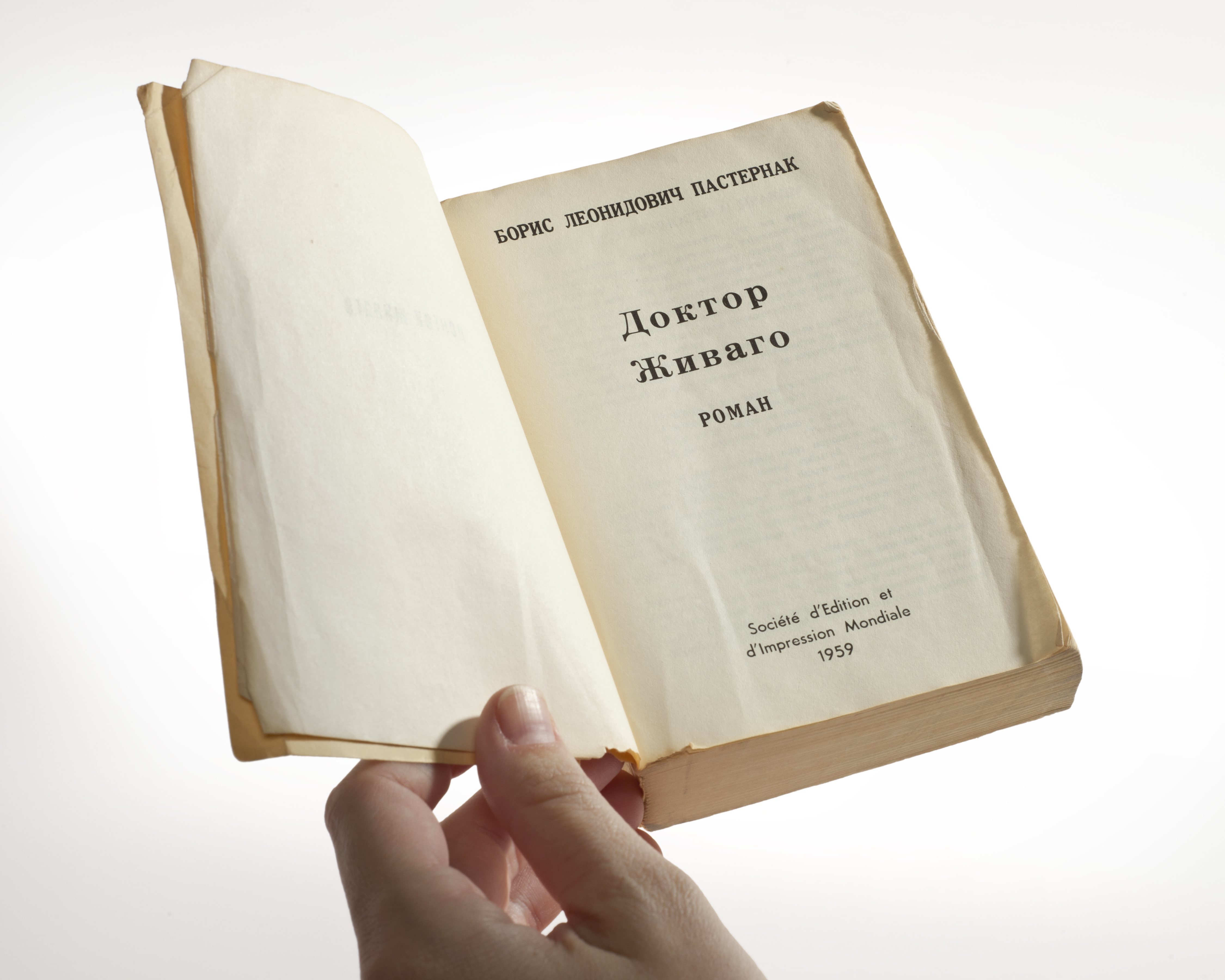
Copia dell'edizione russa tascabile de Il dottor Živago, pubblicata occultamente dalla CIA nel 1959 come arma contro il regime sovietico. La prima di copertina ed il dorso identificano il libro come scritto in russo; la quarta di copertina dichiara che fu stampato in Francia. La piccola edizione tascabile era del 1959, ossia dopo l'assegnazione del Premio Nobel nel 1958, e non va confusa con l'edizione in brossura pubblicata da Mouton.

La CIA comprese che il romanzo offriva il destro per mettere in imbarazzo il governo sovietico. Un appunto interno ne apprezzava il "grande valore propagandistico": non solo il testo aveva effettivamente un messaggio umanitario centrale, ma il fatto che il governo sovietico avesse tarpato una grande opera di letteratura avrebbe potuto indurre i comuni cittadini a "chiedersi cos'avesse di sbagliato il loro governo".
La CIA si prefisse di pubblicare mille copie di una versione russa in copertina rigida di tela blu presso gli editori Mouton dell'Aia ai primi di settembre del 1958, e ottenne che 365 di esse fossero distribuite presso il padiglione vaticano dell'Esposizione universale e Internazionale del 1958 a Bruxelles.
La stampa di Mouton aveva refusi e trame interrotte, ed era illegale, poiché i diritti sul manoscritto appartenevano a Giangiacomo Feltrinelli, che in seguito avrebbe posto il suo nome sull'edizione Mouton.
Lo scrittore Ivan Tostoi afferma che la CIA avrebbe dato una mano ad ottenere che Il dottor Živago fosse presentato al Comitato Nobel in lingua originale, per far sì che Pasternak si aggiudicasse il relativo premio, minando ulteriormente la credibilità dell'Unione Sovietica. Riporta, con ulteriori dettagli, le dichiarazioni di Feltrinelli che agenti CIA avrebbero intercettato e fotografato un manoscritto del romanzo e stampato segretamente una piccola tiratura del testo in russo. Però documenti recentemente desecretati dalla CIA non confermano che le iniziative dell'agenzia per pubblicare l'edizione russa fossero finalizzate ad aiutare Pasternak per il Nobel.

## La trama
All'inizio dell'opera vengono presentati i protagonisti partendo dalla loro infanzia. In seguito tutti i personaggi troveranno posto nella trama con coincidenze dovute sia alle vicende dell'infanzia e dell'adolescenza, ma anche a seguito di eventi fortuiti.
Il romanzo si apre col funerale della madre di Živago, a seguito del quale viene affidato ad uno zio. Non potendo prendersi cura del bambino lo porta da altri suoi zii, i Gromeko, una famiglia colta che accoglie Jurij e gli permette di studiare. Qui vive con la cugina Tonja, sua futura moglie.
Lara appartiene ad una famiglia di origine francese, i Guichard (Gišar): il padre è morto di recente e lei e la madre si stabiliscono a Mosca. Qui acquistano una sartoria che sarà il loro sostentamento, pur con problemi economici. Conosce ancora bambina Pavel Antipov, suo futuro marito.
Jurij studia medicina ma coltiva la sua passione per la letteratura. Poco dopo la laurea si ammala la zia con cui viveva la quale, sul letto di morte, consiglia a Jurij e Tonja di sposarsi.
Allo scoppio della prima guerra mondiale, Jurij viene chiamato a prestare servizio in un'unità medica inviata al fronte. Durante un ricovero in ospedale insieme a Galiullin, incontra per la prima volta Lara che è infermiera. Quando però lo scoppio della rivoluzione provoca il dissolvimento dell'esercito russo, Jurij rientra a Mosca. Qui gli basta poco per rendersi conto delle difficili condizioni di vita venutesi a creare in città. Decide quindi di rifugiarsi, con la moglie Tonja, il figlio Saša e il suocero, a Varykino, un paesino sperduto sui monti Urali. Le prime difficoltà del viaggio sono il reperimento dei documenti necessari allo spostamento e la carenza di treni. Durante il viaggio incontrano molte persone, ma una è particolarmente importante, Samdevjatov, che molto li aiuterà in futuro, soprattutto per i rifornimenti di cibo. A Varykino i Zivago si stabiliscono in una casetta nella proprietà di Mikulicyn. Il villaggio è vicino a Jurjatin, la città dove vive Lara; Jurij inizia a frequentare la biblioteca di Jurjatin e così rivede Lara. Riesce a procurarsi l'indirizzo della casa di lei e vi si reca. Lara qui lo accoglie amichevolmente, anche se la casa, dove vive con la figlioletta, è piena di topi. I due iniziano a frequentarsi e si innamorano. Živago vive la situazione con grandi dubbi e grande senso di frustrazione, rendendosi conto di voler ancora bene alla moglie, la quale nel frattempo è nuovamente rimasta incinta.
A interrompere la relazione di Jurij e Lara ci pensano i partigiani rossi (il cosiddetto esercito dei boschi in lotta contro le forze bianche del generale Kolčak), che arruolano a forza Jurij, avendo bisogno di personale medico, e lo obbligano a seguirli nei loro continui spostamenti. Dopo un paio d'anni, quando la guerra sembra ormai vinta per i rossi, Živago (che nel frattempo aveva incontrato il comandante "rosso" Strel'nikov, riconoscendo in lui Pavel Antipov, il professore universitario, marito di Lara, creduto morto nel conflitto mondiale e invece votatosi alla causa rivoluzionaria, per la quale aveva cambiato nome e abbandonato, non senza dolore, la famiglia), riesce a fuggire.
Tornato a Jurjatin, Živago ritrova Lara e viene a sapere che moglie e figlio sono tornati a Mosca ma, in seguito alla loro espulsione dall'Unione Sovietica, si sono poi trasferiti a Parigi.
Jurij prova, con Lara, a ritagliarsi un po' di normalità nei disagi dell'epoca: è questo il periodo più felice della vita di Živago, in cui anche la sua vena letteraria può esprimersi al meglio. I giorni felici durano poco, però, perché dopo un paio di mesi, vengono raggiunti da Komarovskij, un losco avvocato che negli anni passati aveva abusato di Lara, costringendola a diventare la sua amante, e che ora è riuscito a occupare un posto di rilievo nel nuovo regime bianco. I due vengono avvertiti del grave pericolo d'arresto che stanno correndo: Živago come disertore e Lara come moglie di Strel'nikov, che nel frattempo è stato accusato di tradimento. I due, tentando di sfuggire alla loro sorte, si spostano a Varykino nella casa occupata in precedenza da Jurij con la sua famiglia. I Mikulicyn sono spariti. Dopo pochi giorni vengono raggiunti di nuovo da Komarovskij che convince Jurij a separarsi da Lara per portarla in Oriente. Facendo finta di partire anche lui, Jurij fa montare Lara in slitta e li lascia allontanare.
Jurij rimane solo, ma dopo qualche giorno viene raggiunto da Strel'nikov in cerca di moglie e figlia. Non trovandole, si trattiene a parlare tutta la notte con Jurij. La mattina dopo Jurij lo trova davanti a casa morto: Strel'nikov si è sparato alla testa.
Il dottore torna a Mosca nel 1922, vivendo quasi come un mendicante, poiché le sue opere hanno perlopiù una diffusione semiclandestina, nonostante il suo nome stia diventando famoso negli ambienti letterari. L'unico suo obiettivo è di cercare di raggiungere la famiglia a Parigi, ma le difficoltà si dimostrano insormontabili. Incontra Marina, figlia del portiere del palazzo dove ha trovato uno squallido alloggio, che s'innamora di lui e con la quale avrà due figlie. Ritrova anche gli amici Gordon e Dudorov, ricominciando una vita quasi normale ancorché piuttosto dura.
Dopo alcuni anni, in modo del tutto casuale, Živago reincontra il suo fratellastro, Evgraf, il quale, da sempre fervente bolscevico, aveva fatto carriera nell'Armata Rossa arrivando fino al grado di generale. Questi, resosi conto della difficile situazione del fratello, lo aiuta economicamente e si attiva per fargli occupare un posto degno in un grande ospedale, posto che però non potrà mai occupare, perché Živago, dopo pochi mesi, viene stroncato da un infarto. Ai funerali, tra la folla convenuta, segno che la fama di Živago era ben superiore a quanto anch'egli credesse, partecipa pure, sconvolta dal dolore, Lara, arrivata da poco a Mosca e che abitava, senza saperlo, nelle vicinanze del dottore di cui continuava a essere innamorata.
Lara ed Evgraf, nei giorni successivi, decidono di raccogliere e far pubblicare, in maniera sistematica, gli scritti di Živago, ma la donna non potrà portare a termine l'opera: "Un giorno Larisa Fëdorovna uscì di casa e non tornò più. Evidentemente fu arrestata per strada. E morì o scomparve chissà dove, numero senza nome di qualche irrintracciabile elenco, in uno degli innumerevoli campi di concentramento comuni, o femminili, del nord". L'epilogo del libro si ha nell'estate del 1943, durante la seconda guerra mondiale, quando Dudorov e Gordon, diventati ufficiali dell'esercito, durante un trasferimento incontrano la lavandaia Tanja che racconta loro la sua triste storia, dalla quale i due capiscono trattarsi della figlia nata dalla relazione di Živago con Lara.

## Struttura del libro
Il romanzo è suddiviso in cinque parti. Le prime due, molto estese, constano di sette capitoli ciascuna; la terza e la quarta, intitolate rispettivamente Conclusione ed Epilogo, hanno la dimensione di un capitolo medio di una delle due parti precedenti; la quinta parte del romanzo è una silloge poetica e riporta appunto il titolo di Poesie di Jurij Zivago.
Di seguito sono elencati i titoli che Pasternak assegna a ciascun capitolo; fra parentesi dopo ogni titolo è indicato il numero di sezioni (suddivise dall'autore stesso) in cui ciascun capitolo è suddiviso. Ciascuna di queste sezioni di testo mostra una lunghezza diversa, senza una regolarità: alcune si estendono su tre e più pagine, altre non superano la dimensione di qualche paragrafo.
I titoli delle cinque parti, di ogni capitolo e di ciascuna delle Poesie di Jurij Zivago sono originali dell'autore; le sezioni in cui sono suddivisi i vari capitoli (oltre alla Conclusione e all'Epilogo) invece sono prive di titolo e risultano semplicemente numerate. Pasternak invece non ha numerato i capitoli in cui ciascuna delle parti è suddivisa; tuttavia in questo resoconto li si numera per agevolare i riferimenti interni al testo.
- Prima parte

1. Il diretto delle 5 (9)
2. Una ragazza di un'altra cerchia (21)
3. L'albero di Natale degli Sventickij (17)
4. Matura l'inevitabile (14)
5. L'addio al passato (16)
6. L'accampamento di Mosca (16)
7. In viaggio (31)

- Seconda parte

1. L'arrivo (10)
2. Varykino (16)
3. Sulla grande strada (7)
4. L'esercito dei boschi (9)
5. Il sorbo (9)
6. Di fronte alla casa con le statue (18)
7. Di nuovo a Varykino (18)

- Conclusione (17 sezioni)
- Epilogo (5 sezioni)
- Poesie di Jurij Zivago (24 poesie, di cui la penultima - Maddalena - in due tempi)

- - Amleto
  - Marzo
  - Nella settimana santa
  - La notte bianca
  - Fangose strade di primavera
  - Dichiarazione
  - Estate in città
  - Il vento
  - Ebrietà

- - Estate di San Martino
  - Lo sposalizio
  - Autunno
  - Fiaba
  - Agosto
  - Notte d'inverno
  - Separazione
  - Convegno
  - La stella di Natale

- - L'alba
  - Miracolo
  - La terra
  - Giorni cattivi
  - Maddalena (primo tempo)
  - Maddalena (secondo tempo)
  - L'orto del Getsemani

## Personaggi

### Personaggi principali
- Jurij Andreevič Živago (Jura, Juročka): il dottor Živago, figlio di un ricco industriale siberiano (Andrej Živago), suicidatosi quando lui era ancora bambino. Cresciuto dalla famiglia Gromeko, diventa medico e sposa la compagna d'infanzia Antonina Aleksandrovna (Tonja), dalla quale avrà due figli, Aleksandr e Mar'ja.
- Larisa Fëdorovna Antipova (Laročka, Laruša, Raisa Komarova): nata Guichard, a diciassette anni viene sedotta da Komarovskij. Lara sposa Pavel Pavlovič Antipov, i due hanno una figlia: Katen'ka. Dalla relazione con Živago nascerà un'altra figlia di nome Tanja. In seguito, dopo il matrimonio in Mongolia con Komarovskij, scomparirà misteriosamente, probabilmente vittima degli arresti di massa degli anni trenta.
- Pavel Pavlovič Antipov: Paša o Paška, figlio di Pavel Ferapontovič e di Dar'ja Filimonovna. Innamorato di Lara fin dalla prima adolescenza, si laurea in lettere e la sposa, trasferendosi con lei a Jurjatin. Durante la guerra, dopo essersi laureato anche in matematica, parte volontario per il fronte, dove viene dato per disperso. Nel corso della guerra civile ricompare sotto l'identità di Strel'nikov, con il ruolo di commissario di guerra.
- Viktor Ippolitovič Komarovskij: ricco avvocato, dopo la rivoluzione assumerà incarichi politici per i bolscevichi. Assiste e probabilmente causa il suicidio del padre di Zivago. Amico del padre di Lara, dopo la sua morte diventa protettore della vedova. Approfittando della sua posizione, seduce Lara diciassettenne. Il loro rapporto si conclude molti anni dopo con il matrimonio in Mongolia, accettato da Lara per salvare la figlia Katen'ka. Alla fine assumerà il nome di compagno Komarov.

### Familiari di Lara e del dottor Živago
- Evgraf Andreevič Zivago: figlio di Andrej Zivago e della principessa Stolbunov-Enrici. Uomo misterioso e potente, diventerà generale. Fratellastro di Jurij, lo aiuterà nel corso di tutta la sua esistenza e ne pubblicherà le poesie.
- Nikolaj Nikolaevič Vedenjapin: zio materno di Jurij, ex sacerdote, scrittore e filosofo. Espatria e si stabilisce a Losanna, per poi tornare in Russia dopo la Rivoluzione.
- Aleksandr Alekandrovič Gromeko: professore di chimica e agronomia, padre di Tonja e suocero di Jurij.

### Amici del dottor Živago
- Michail Gordon: Miša, amico del protagonista, assiste bambino al suicidio del padre di Zivago. In seguito studia filosofia e diventa professore.
- Innokenti Dudorov: Nika, figlio dell'anarchico Dementij Dudorov e di una principessa georgiana, amico di Zivago. Divenuto professore, verrà imprigionato ripetutamente e accetterà la sua "rieducazione" politica avvenuta in campo di lavoro.
- Vasja Brykin: sedicenne originario di Veretenniki. Arruolato con l'inganno per il lavoro obbligatorio al fronte, incontra Zivago sul treno che lo sta portando a Jurjatin. Si incontrano nuovamente nel 1921 e insieme si recano a Mosca, dove Vasjia studia arti decorative e stampa i libri del dottore.
- Marina Ščapova: figlia minore di Markel Ščapov, terza compagna del dottor Zivago, madre di due figlie. Da piccola assiste all'incidente che porterà Anna Ivanovna alla morte.

## Opere derivate
- Doutor Jivago, serie televisiva brasiliana del 1959
- Il dottor Živago (Doctor Zhivago), film del 1965 diretto da David Lean
- Tonja Gromeko. La moglie del dottor Zivago, romanzo del 1997 di Gianni Calloni[12]
- Zivago (Doctor Zhivago), miniserie televisiva britannica del 2002
- Dottor Zhivago, opera del compositore Pietro Bonadio con il soprano Olga Ermambetova nella parte di Lara.
- Докtор Живаго, miniserie televisiva russa del 2006
- Doctor Zhivago – A New Musical, musical del 2011
- Zjivago, musical svedese del 2014

## Edizioni italiane
- Il dottor Živago, traduzione di Pietro Zveteremich, Feltrinelli, Milano, I ed. 1957.
- Il dottor Živago, traduzione riveduta da Mario Socrate, Maria Olsoufieva e Pietro Zveteremich, Collana I Narratori 1, Feltrinelli, Milano, 1962-1987.
- Il dottor Živago, Collana Universale Economica 444-445, Feltrinelli, Milano, 1963-2013, ISBN 978-88-07-88376-7.
- Il dottor Živago. Prefazione di Eugenio Montale, Collana NUE 44, Einaudi, Torino, 1964-1970.
- Il dottor Živago, Collana Gli Astri, Feltrinelli, Milano, 1966-1974.
- Il dottor Živago, a cura di Carmen D'Eletto e Lucrezia Tesè, Collana Narrativa scuola Feltrinelli\Loescher, Loescher Editore, Torino, 1988.
- Il dottor Živago. Edizione 50º anniversario. Tiratura limitata. Nuova traduzione + DVD allegato, Il caso Pasternak 1958, traduzione di Serena Prina, Fuori collana, Feltrinelli, Milano, 2007, ISBN 978-88-07-42122-8.
- Il dottor Živago, trad. Serena Prina, Collana I Narratori, Feltrinelli, Milano, 2017, ISBN 978-88-070-3284-4.